# 李春洪
李春洪（1955年4月—），男，汉族，河南睢县人，中华人民共和国政治人物，第十二届全国人民代表大会广东地区代表。中山大学高级管理人员工商管理硕士在职研究生学历。

## 生平
1982年毕业于中山大学经济系政治经济学专业。1983年11月加入中国共产党。
1997年9月，任广东省人民政府副秘书长；
2000年3月，任汕头市代市长；2001年3月，任汕头市市长。
2003年5月，任广东省人民政府副秘书长（正厅级）。
2012年2月至2015年3月，任广东省发展与改革委员会主任。2013年，担任全国人大代表。